# Cheetos
Cheetos — бренд снеков, основанный в 1948 году. Снеки Cheetos производятся компанией Frito-Lay, принадлежащей PepsiCo Inc. с 1970 года. Другие бренды компании Frito-Lay включают чипсы Lay’s, Fritos, Doritos, Ruffles и брецели Rold Gold.
В 2010 году Cheetos был признан самым продаваемым брендом сырных палочек на своем первичном рынке — в Соединенных Штатах; во всем мире ежегодные розничные продажи составили около 4 миллиардов долларов. Оригинальные хрустящие Cheetos всё ещё находятся в производстве, но с тех пор линейка продуктов расширилась и включает в себя 21 различный вид сырных снеков. Поскольку Cheetos продаются более чем в 36 странах, вкус и состав часто варьируются в соответствии с региональными вкусовыми и культурными предпочтениями — например, пикантные американские сливки в Китае и клубничные палочки в Японии.

## История
Cheetos были изобретены в 1948 году создателем Fritos Чарльзом Элмером Дулином, который готовил ранние тестовые партии на кухне компании Frito в Далласе, штат Техас, в области исследований и разработок. Сырная закуска продавалась быстро, но у Дулина не было ни производственных, ни дистрибьюторских мощностей, чтобы поддержать общенациональный запуск. Это привело Дулина к партнёрству с бизнесменом по производству картофельных чипсов Германом Лэем для маркетинга и дистрибуции, и Cheetos были представлены на национальном уровне в США, в 1948 году вместе с картофельным продуктом под названием Fritatos. Успех Cheetos побудил Дулина и Лэя объединить свои две компании в 1961 году, образовав Frito-Lay Inc. В то время Cheetos был одним из четырёх крупных брендов закусочных, производимых компанией, годовой доход которой составлял 127 миллионов долларов. Frito-Lay объединилась с компанией Pepsi-Cola и образовала PepsiCo в 1965 году, что привело к дальнейшему распространению Cheetos за пределами Северной Америки.

## Продукты

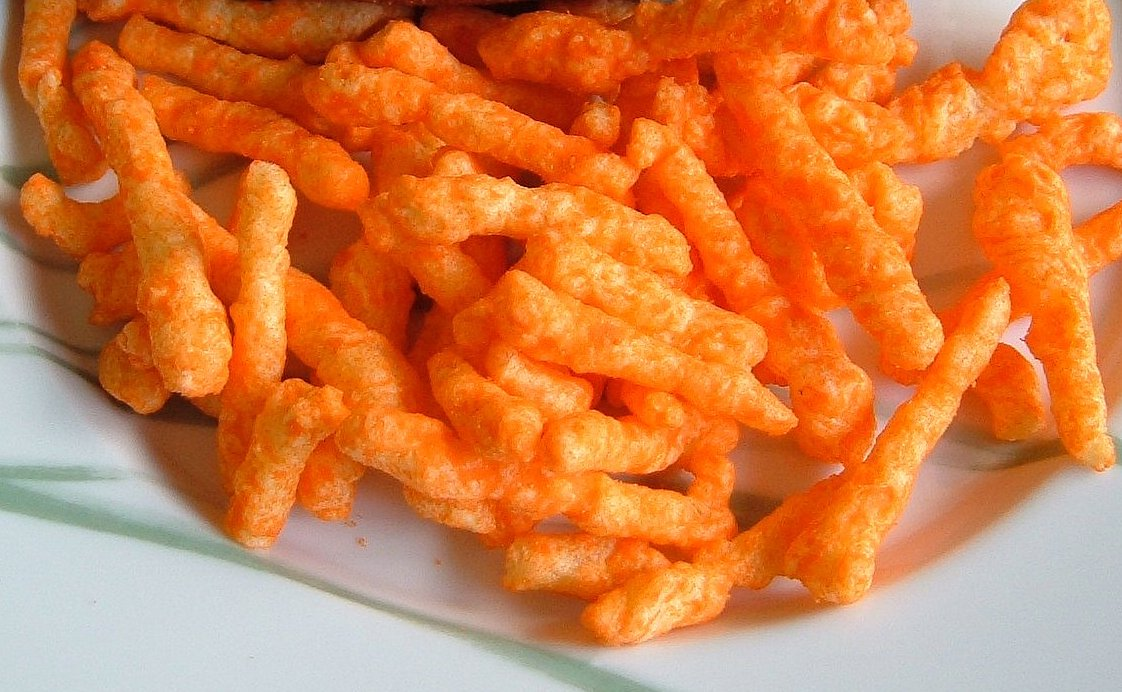
Crunchy Cheetos

Первым продуктом Cheetos был Crunchy Cheetos, изобретённый в 1948 году в Сан-Антонио, штат Техас. Хрустящие Cheetos оставались единственным продуктом бренда в течение 23 лет, пока в 1971 году не появились палочки Cheetos. Запечённые сорта, иначе известные как «запечённые Cheetos», стали доступны начиная с 2004 года. По состоянию на 2010 год в Соединённых Штатах распространился 21 вариант закусок Cheetos. В дополнение к оригинальным хрустящим Cheetos, палочки Cheetos и запечённые сорта продаются в альтернативных вариациях формы и вкуса — включая пряный сорт, известный как Flamin' Hot Cheetos.

## Маркетинг
Первым талисманом Cheetos стала анимированная мышь Cheetos Mouse, дебютировавшая в начале 1971 года. Мышонок-Читос говорил с сильным акцентом и обычно носил костюм-тройку. Он использовал лозунги «Чи-тос. Сыр, который хрустит!» и несколько лет спустя: «Да здравствует Чи-сар!». Мышь была замечена в телевизионных рекламных роликах и печатной рекламе Cheetos, пока персонаж не был свёрнут примерно в 1979 году.
С 1983 года талисманом является анимированный гепард по имени Честер (англ. Chester Cheetah).